# Торхаус

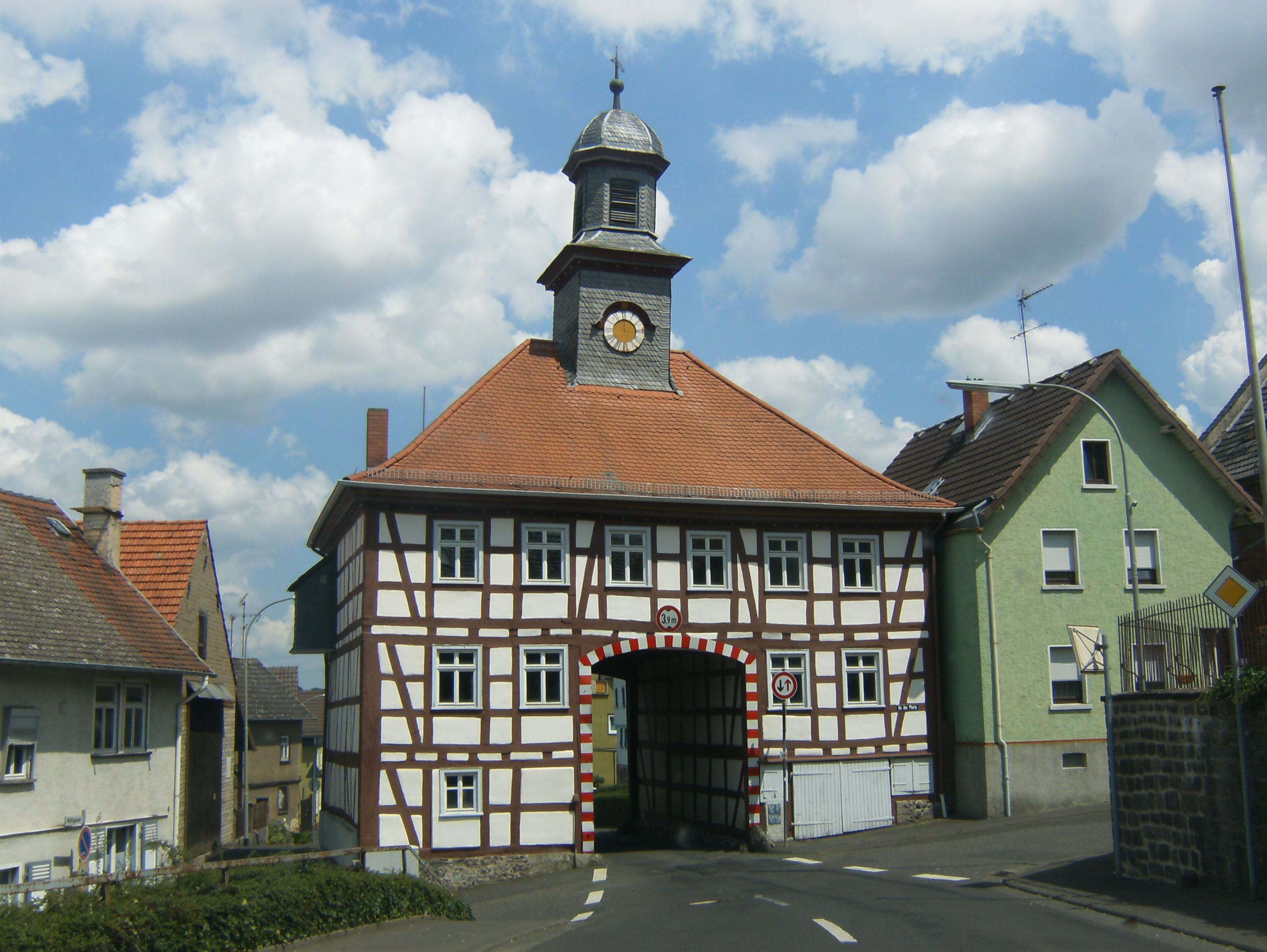
Торхаус Обер-Бессингер Пфорте (торхаус, Германия) в Германии

Торхаус (нем. Torhaus) — сооружение (жилое, административное, оборонительное) с воротами, которое является непосредственной частью городских или замковых ворот. Не следует путать с похожим, но другим типом сооружений — тортурмом (башенными воротами).

## История
С древнейших времён к воротам, ведущим в крепость или город, пристраивали здание, где круглосуточно находились или проживали охранники. Кроме того, здесь же требовалось размещать различных служащих, которые, например, взимали определённую сумму с въезжающих в город торговцев. В Средние века в германских землях подобные строения стали называть торхаус. В крупных городах такие сооружения не только старались украсить, но и расширяли их функции. В частности, в торхаусе могли быть предусмотрены отдельные помещения для взвешивания ввозимых товаров или для составления сопроводительных документов. 
Во многих замках в торхаусе всегда должны были находиться не только охранники, но и господские слуги, которые торжественно встречали хозяина или его гостей.

## Новое время
Со времён Ренессанса европейская знать всё чаще отдавала предпочтение в качестве места основного проживания не укреплённым крепостям, а роскошным резиденциям. И нередко въезд в усадьбу также строили в виде здания с воротами. В таком торхаусе проживали слуги и находились склады. 

## Памятники архитектуры
Часть торхаусов, в первую очередь в Германии, является самостоятельными памятниками архитектуры. Например:
- Торхаус Дёлитц[нем.]
- Торхаус Мюнстершварцах[нем.]
- Торхаус Трайнфельд[нем.]
- Торхаус Зеедорф[нем.]
- Торхаус Обер-Бессингер Пфорте[нем.]

## Галерея

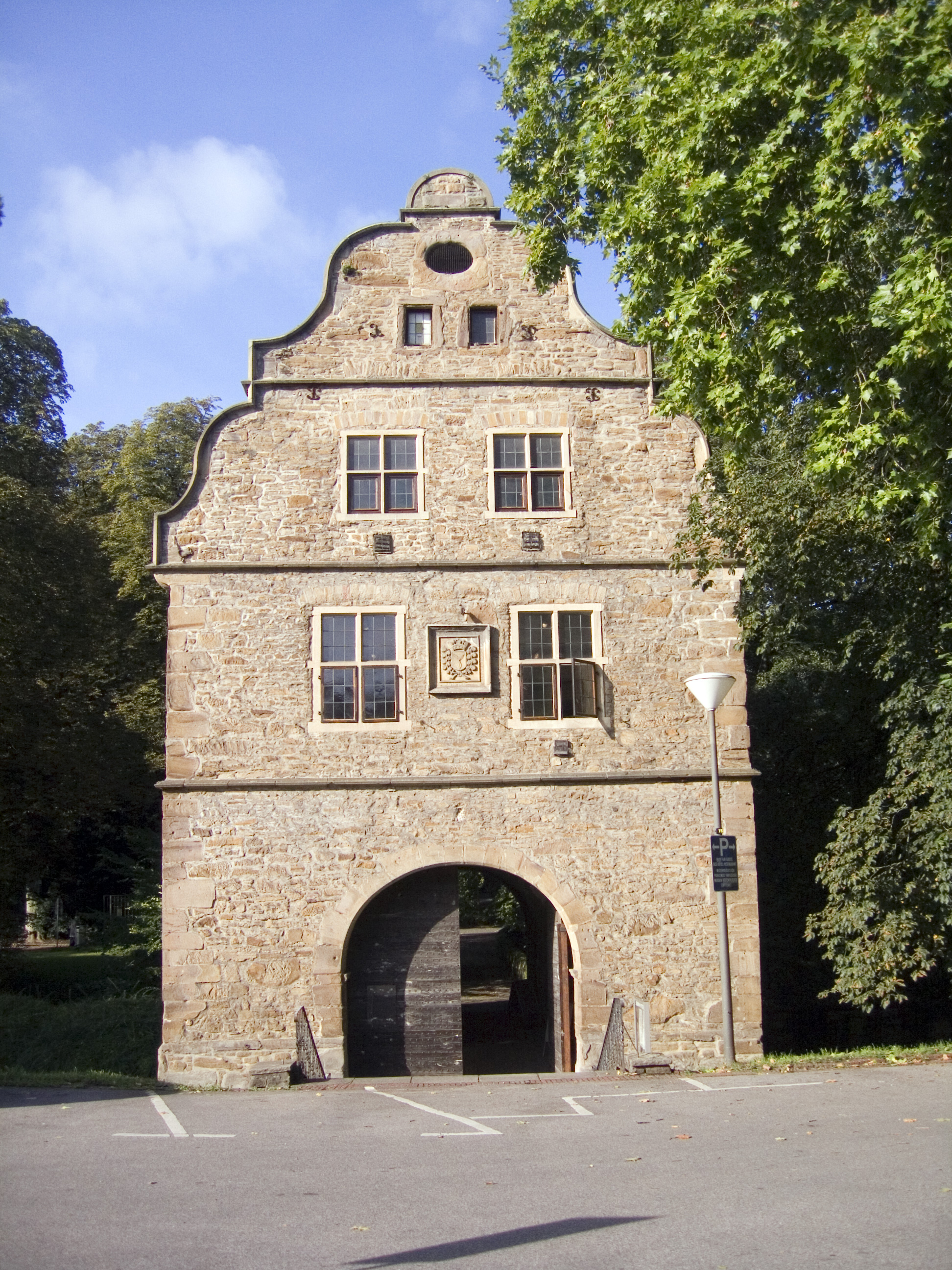
Торхаус замка Брюннингхаузен[нем.], Германия
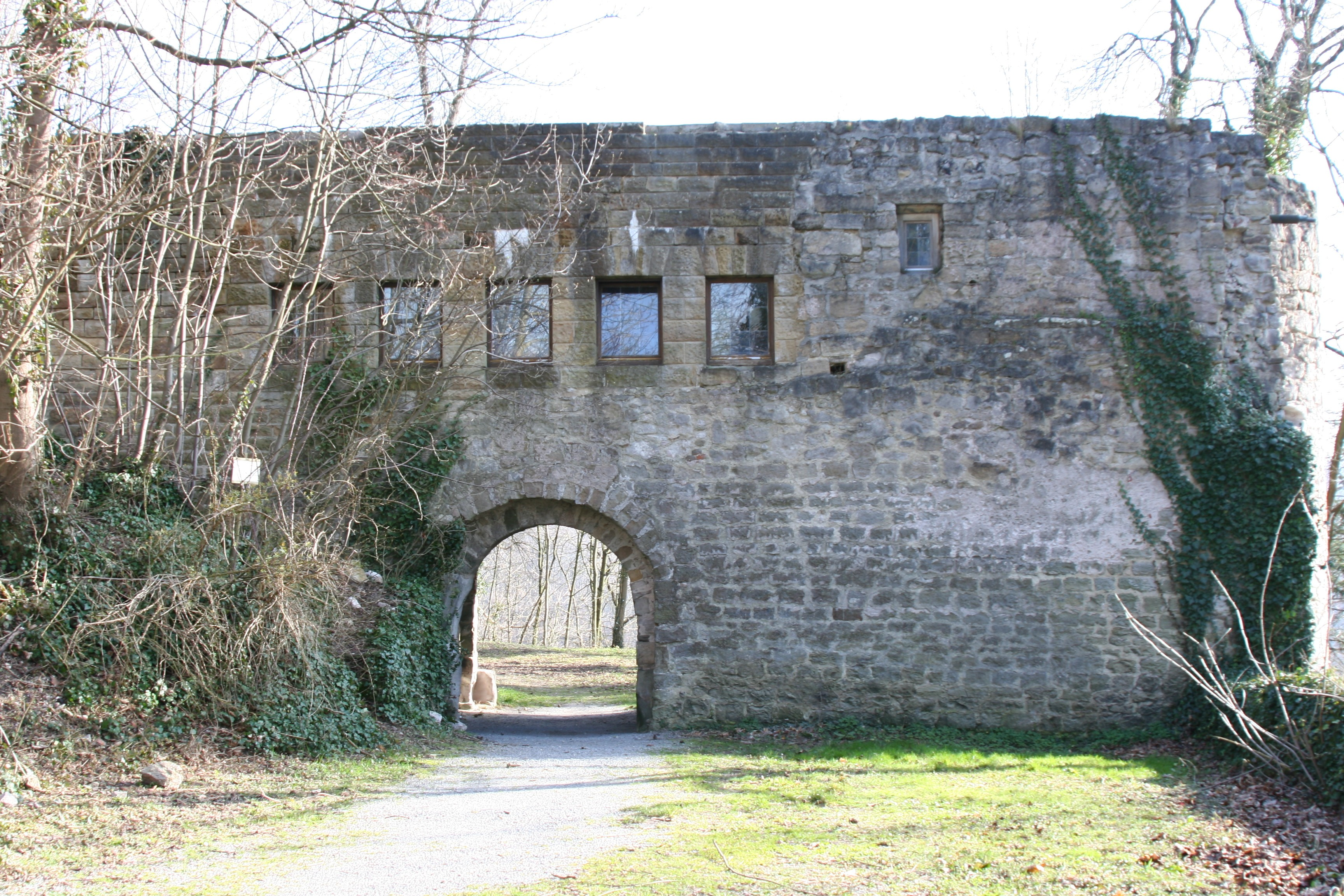
Торхаус замка Лёвеншатйн[нем.], Германия
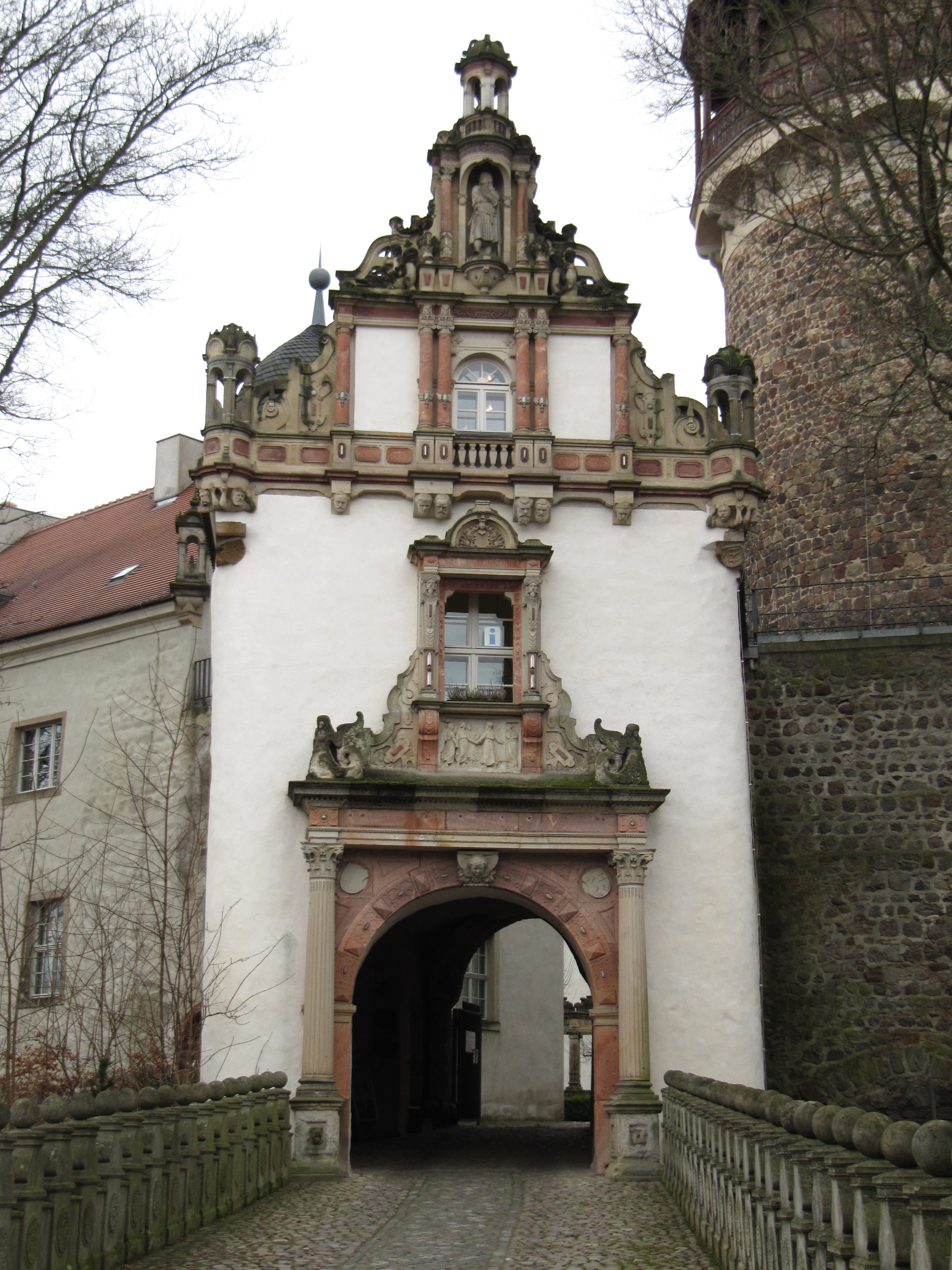
Торхаус замка Визенбург[нем.], Германия
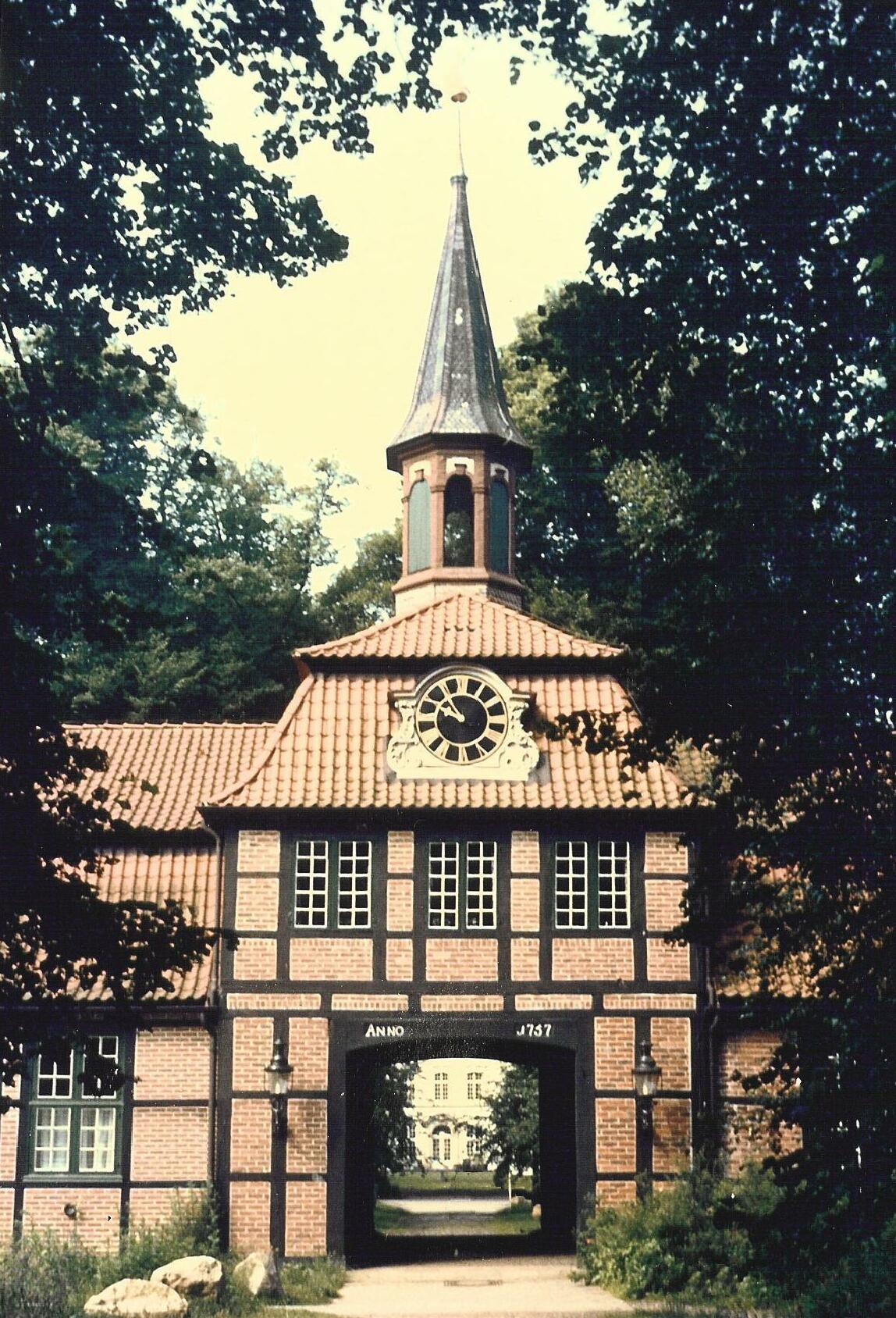
Торхаус усадьбы Веллингсбюттель[нем.], Германия
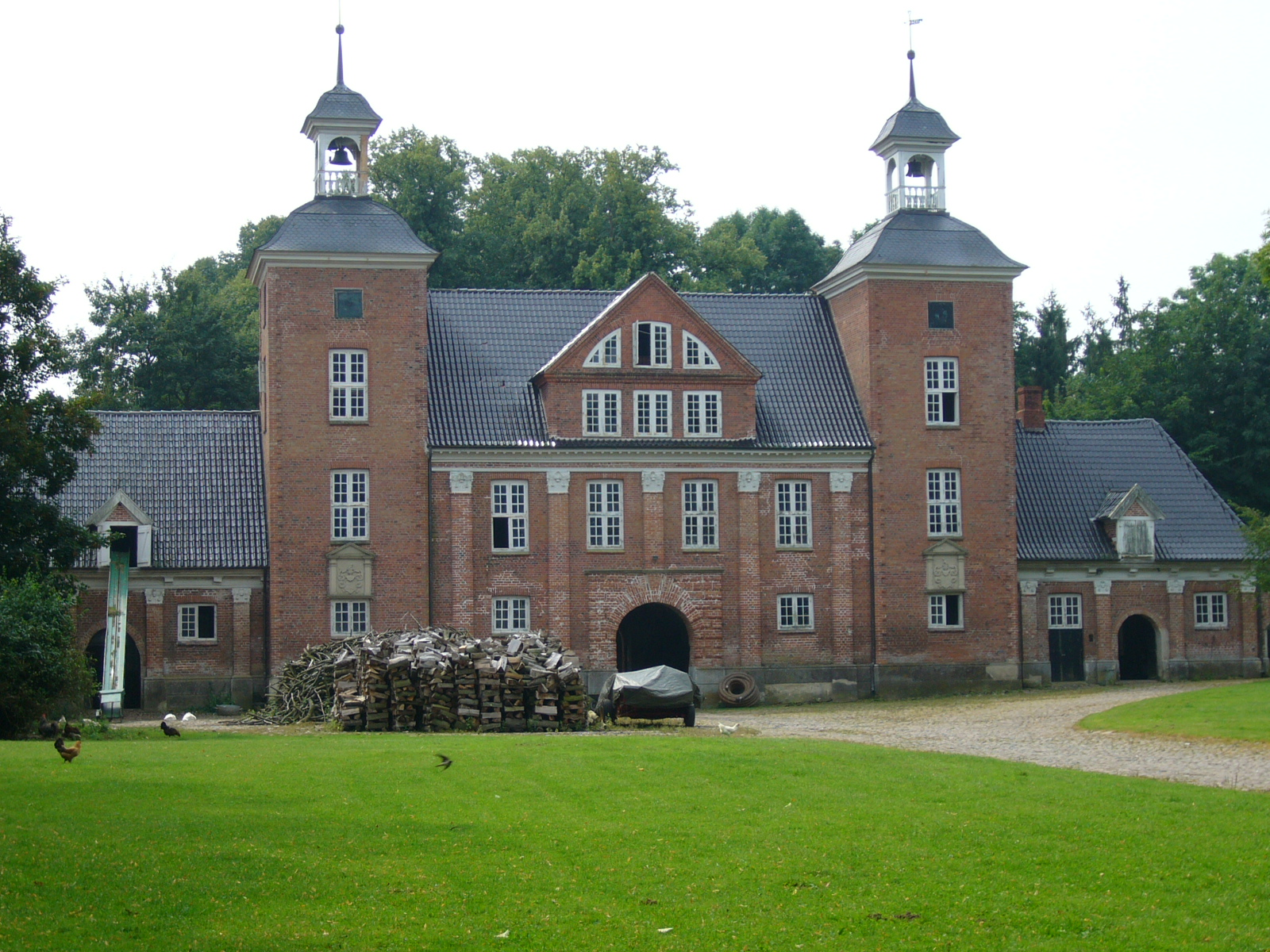
Торхаус города Боткамп, Германия
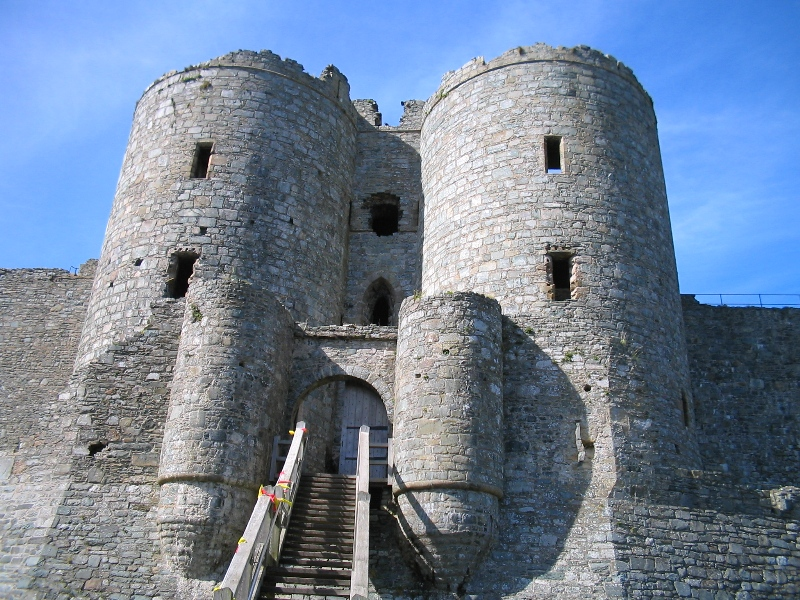
Торхаус в замке Харлех, Великобритания
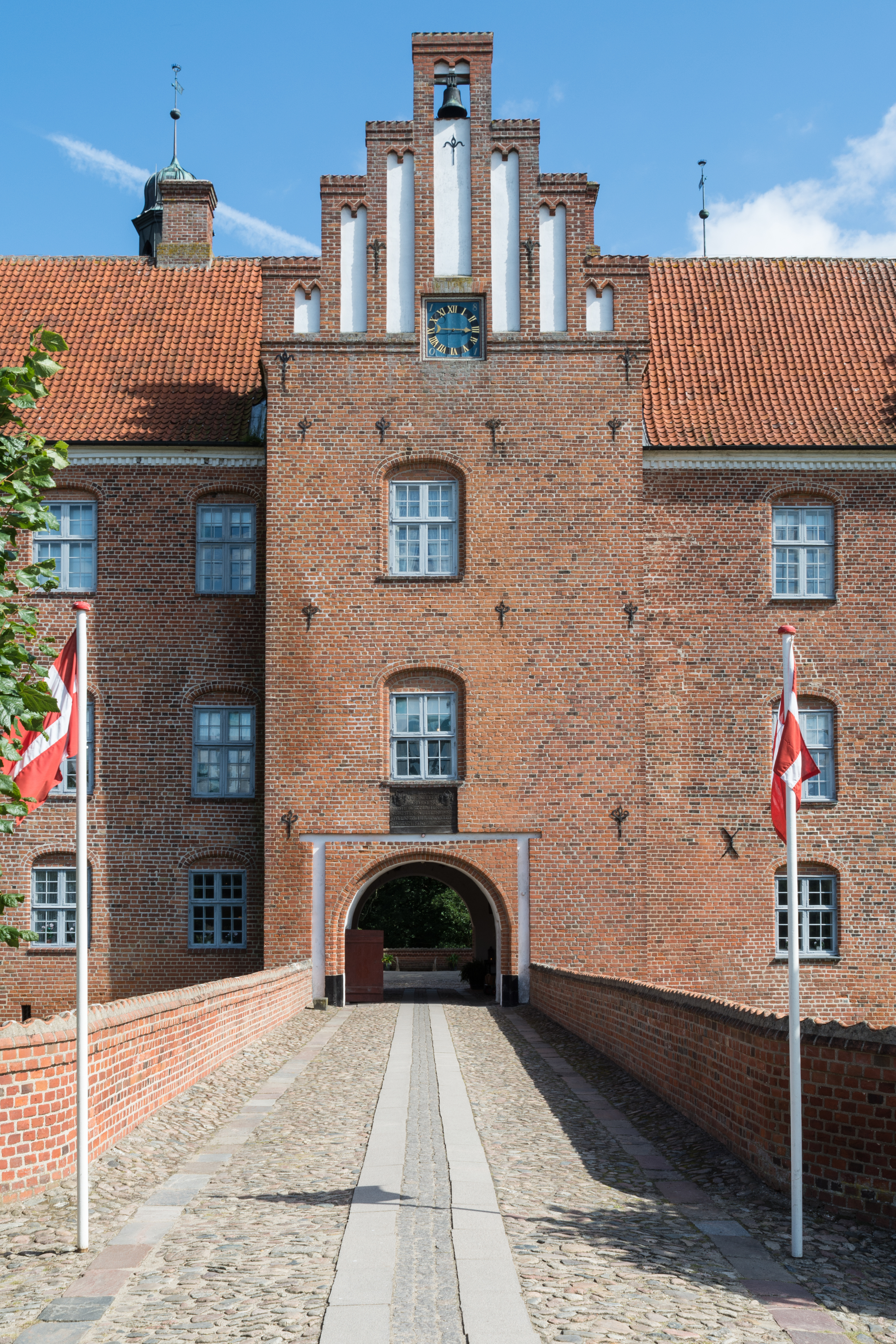
Торхаус замка Гаммель Эструп
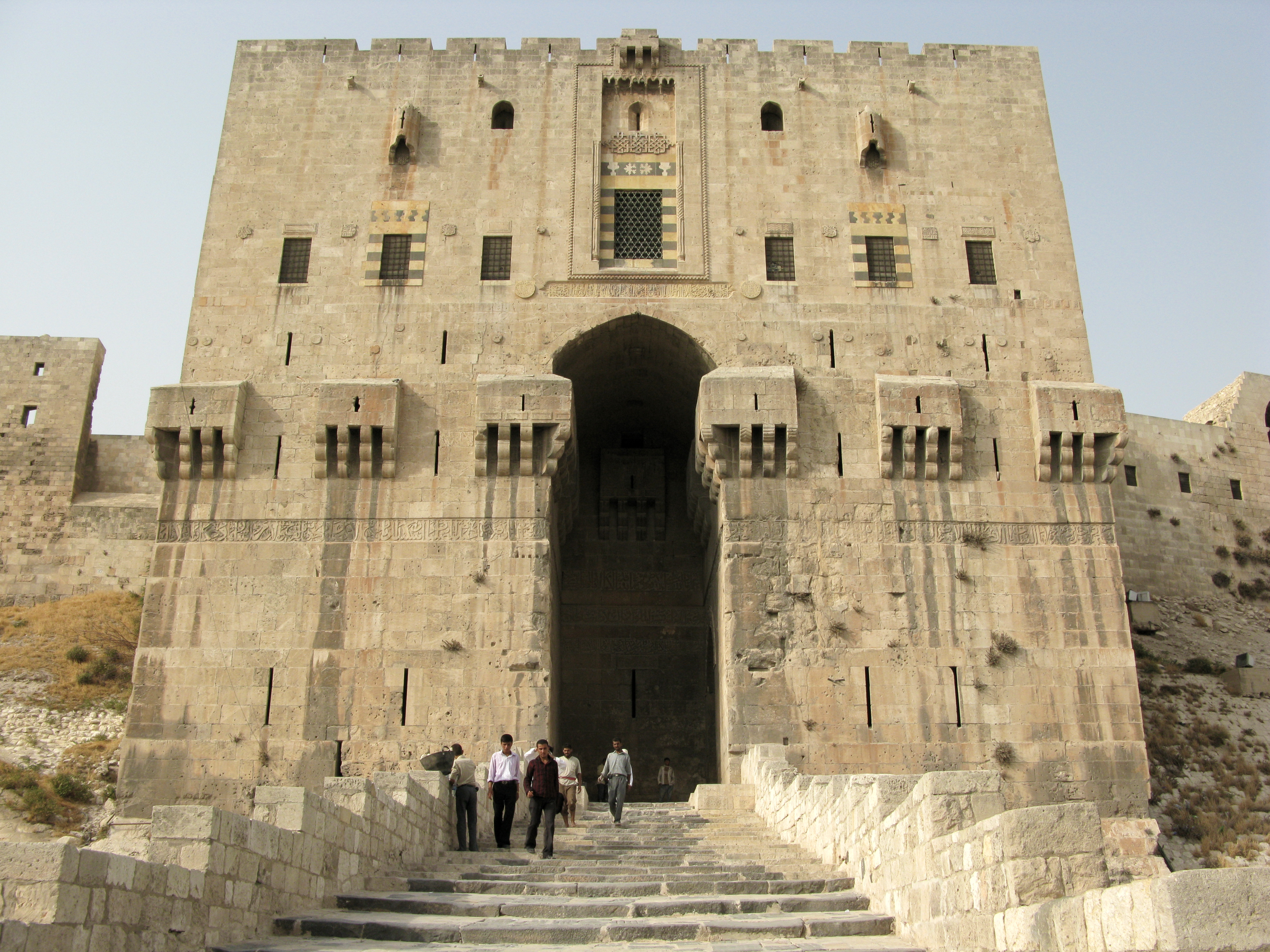
Торхаус цитадели Алеппо, Сирия